# 1517
Відродження •  Реформація •  Доба великих географічних відкриттів •  Ганза •  Ацтецький потрійний союз •  Імперія інків

## Геополітична ситуація
Османську державу очолює Селім I (до 1520). Імператором Священної Римської імперії є Максиміліан I Габсбург (до 1519). У Франції королює Франциск I (до 1547).
Середню частину Апеннінського півострова займає Папська область. Неаполітанське королівство на півдні захопила Іспанія. Могутними державними утвореннями півночі є Венеційська республіка, Флорентійська республіка, Генуезька республіка та герцогство Міланське (останні три під контролем Франції).
Кастилія і Леон та Арагонське королівство об'єднані в Іспанське королівство, де править Карл I (до 1555). В Португалії королює Мануел I (до 1521).
Генріх VIII є королем Англії (до 1547), королем Данії та Норвегії Кристіан II (до 1523). Сванте Нільссон є регентом Швеції. Королем Угорщини та Богемії є Людвік II Ягеллончик (до 1526). У Польщі королює Сигізмунд I Старий (до 1548), він же залишається князем Великого князівства Литовського.
Галичина входить до складу Польщі. Волинь належить Великому князівству Литовському. Московське князівство очолює Василій III (до 1533).
На заході євразійських степів існують Казанське ханство, Кримське ханство, Астраханське ханство Ногайська орда. Єгипет захопили турки. Шахом Ірану є сефевід Ісмаїл I.
У Китаї править династія Мін. Значними державами Індостану є Делійський султанат, Бахмані, Віджаянагара. В Японії триває період Муроматі.
У Долині Мехіко править Ацтецький потрійний союз на чолі з Монтесумою II (до 1520). Цивілізація мая переживає посткласичний період. В Імперії інків править Уайна Капак (до 1525).

## Події

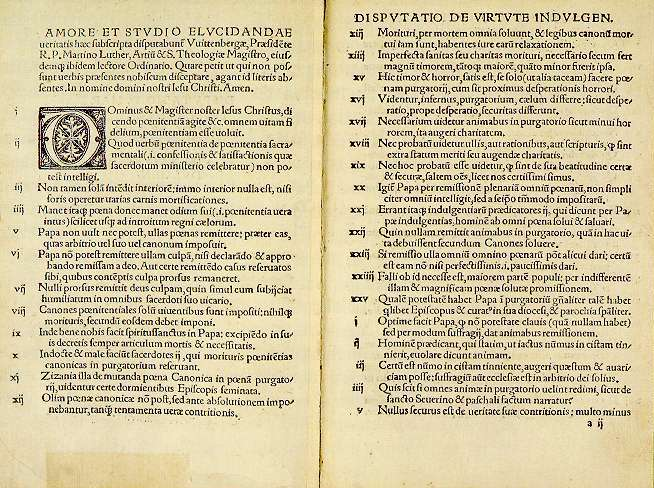
95 тез

- 31 жовтня чернець ордену августинців, професор філософії та теології університету Віттенберга Мартін Лютер обнародував текст з 95-а тезами про індульгенцію, в котрих виступив проти пов'язаних з нею фінансових зловживань, що знаменувало початок Реформації.
- Завершив свою роботу П'ятий Латеранський собор. Папа римський Лев X закликав до хрестового походу проти турків.
- Французький король Франциск I та імператор Максиміліан I сформували в Камбре союз проти турків.
- Тевтонський орден уклав союз із Московією.
- Данський король Кристіан II розпочав війну зі Швецією, уклавши проти неї союз із Московією.
- В Англії втретє спалахнула епідемія англійської пітниці.
- До Китаю прибуло перше португальське посольство.
- Турецький султан Селім I захопив Каїр, підкорив собі Єгипет і оголосив себе халіфом.
- Делійський султанат очолив Ібрагім Лоді.

## Народились
Докладніше: Народилися 1517 року

## Померли
Докладніше: Померли 1517 року